# Llucià Ferrer
Llucià Ferrer (Manlleu, Barcelona, 1978) es un periodista, presentador y locutor de radio español.

## Resumen trayectoria
En la radio ha presentado los programas El matí i la mare que el va parir de Ràdio Flaixbac, Fricandó matiner de RAC105, On vols anar a parar? de Catalunya Ràdio y Via Lliure en RAC 1 en verano de 2010. También presentó el programa Els imprescindibles en Onda Cero y actualmente El Vermut de Llucià Ferrer en Ràdio Flaixbac.
En la televisión también ha presentado y dirigido como Control central de 8tv, Virus Quin País, L'aprenent y más tarde Rols de parella de TV3 y Podria ser pitjor en la Xarxa de Televisions Locals.
También presentó el programa de Barça TV, Quina penya. 
Actualmente desde 2018, presenta el programa de TV3 Atrapa'm si pots.

## Programas
Estos son los programas que presentó: